# Chandler Hutchison
Chandler Hutchison (Mission Viejo, California, 26 de abril de 1996) es un baloncestista estadounidense que pertenece a la plantilla de los Cleveland Charge de la NBA G League. Con 2,01 metros de estatura, juega en la posición de alero.

## Trayectoria deportiva

### Primeros años
Jugó durante su etapa de instituto en el Mission Viejo High School de su ciudad natal, donde en su temporada júnior promedió 13,8 puntos y 4,8 rebotes por partido, mientras que en su temporada sénior fue elegido el séptimo jugador con mayor proyección del estado de California y el 80 en todo el país para la ESPN, tras promediar 19,5 puntos por partido.

### Universidad
Jugó cuatro temporadas con los Broncos de la Universidad Estatal de Boise, en las que promedió 12,0 puntos, 5,5 rebotes, 2,1 asistencias y 1,0 robos de balón por partido. En sus dos últimas temporadas fue incluido en el mejor quinteto de la Mountain West Conference, y en 2018 además apareció en el mejor quinteto defensivo y fue elegido por la prensa especializada como mejor jugador de la conferencia.

#### Estadísticas
| Año     | Equipo      | PJ  | PT | MPP  | %TC  | %3P  | %TL  | RPP | APP | ROB | TPP | PPP  |
| ------- | ----------- | --- | -- | ---- | ---- | ---- | ---- | --- | --- | --- | --- | ---- |
| 2014–15 | Boise State | 29  | 18 | 12.3 | .356 | .286 | .649 | 2.0 | 0.8 | 0.5 | 0.1 | 3.1  |
| 2015–16 | Boise State | 31  | 8  | 19.8 | .497 | .231 | .636 | 4.1 | 1.3 | 0.7 | 0.4 | 6.8  |
| 2016–17 | Boise State | 32  | 32 | 31.7 | .495 | .377 | .665 | 7.8 | 2.6 | 1.2 | 0.2 | 17.4 |
| 2017–18 | Boise State | 31  | 31 | 31.0 | .475 | .385 | .728 | 7.7 | 3.5 | 1.5 | 0.3 | 20.0 |
| Total   | Total       | 123 | 89 | 24.0 | .476 | .353 | .687 | 5.5 | 2.1 | 1.0 | .2  | 12.0 |

### Profesional
Fue elegido en la vigésimo segunda posición del Draft de la NBA de 2018 por Chicago Bulls, equipo con el que firmó contrato el 3 de julio.
El 25 de marzo de 2021, es traspasado a Washington Wizards, en un intercambio entre tres equipos.
El 6 de agosto de 2021, es traspasado a San Antonio Spurs pero cortado el 4 de septiembre. Finalmente, tres días después, firma un contrato dual con Phoenix Suns. Disputó 6 partidos con los Suns en un total de 23 minutos. El 4 de enero de 2022 fue cortado del equipo.
El 1 de febrero de 2022, fue adquirido por los Sioux Falls Skyforce de la NBA G League. De cara a la Liga de Verano de la NBA de 2022, se unió a los Atlanta Hawks y después regresó a Skyforce para la siguiente temporada de la G League.
El 29 de noviembre de 2022 anunció su retiro del baloncesto a los 26 años. Sin embargo, el 25 de octubre de 2024 salió del retiro y anunció que formaría parte del Draft de la G League de ese año. El 26 de octubre se unió a los Cleveland Charge.

## Estadísticas de su carrera en la NBA

### Temporada regular
| Año     | Equipo     | PJ  | PT | MPP  | %TC  | %3P  | %TL   | RPP | APP | ROB | TPP | PPP |
| ------- | ---------- | --- | -- | ---- | ---- | ---- | ----- | --- | --- | --- | --- | --- |
| 2018-19 | Chicago    | 44  | 14 | 20.3 | .459 | .280 | .605  | 4.2 | .8  | .5  | .1  | 5.2 |
| 2019-20 | Chicago    | 28  | 10 | 18.8 | .457 | .316 | .590  | 3.9 | .9  | 1.0 | .3  | 7.8 |
| 2020-21 | Chicago    | 7   | 0  | 9.1  | .278 | .333 | 1.000 | 2.9 | .6  | .1  | .0  | 1.9 |
| 2020-21 | Washington | 18  | 1  | 15.7 | .400 | .368 | .826  | 3.2 | .7  | .6  | .6  | 5.2 |
| 2021-22 | Phoenix    | 6   | 0  | 3.7  | .500 | –    | 1.000 | .8  | .3  | .0  | .0  | .7  |
| Total   | Total      | 103 | 25 | 17.4 | .442 | .309 | .643  | 3.7 | .8  | .6  | .2  | 5.4 |

### Playoffs
| Año   | Equipo     | PJ | PT | MPP | %TC  | %3P | %TL   | RPP | APP | ROB | TPP | PPP |
| ----- | ---------- | -- | -- | --- | ---- | --- | ----- | --- | --- | --- | --- | --- |
| 2021  | Washington | 2  | 0  | 9.0 | .400 | —   | 1.000 | 1.5 | .5  | .0  | .0  | 3.0 |
| Total | Total      | 2  | 0  | 9.0 | .400 | —   | 1.000 | 1.5 | .5  | .0  | .0  | 3.0 |

### Redes sociales
- Chandler Hutchison en Instagram
- Chandler Hutchison en Facebook
- Chandler Hutchison en X (antes Twitter)

- Datos: Q51337526